# Selenocephalus nervosus
Selenocephalus nervosus är en insektsart som beskrevs av Lindberg 1948. Selenocephalus nervosus ingår i släktet Selenocephalus och familjen dvärgstritar. Inga underarter finns listade i Catalogue of Life.